# Paris Bound
Pour plus de détails, voir Fiche technique et Distribution.
Paris Bound est un film américain réalisé par Edward H. Griffith, sorti en 1929.

## Synopsis
Après quelques années de mariage entre James et Mary Hutton, qui ont chacun des amants doivent faire face à ces derniers qui ne veulent plus attendre qu'ils divorcent pour vivre ensemble.

## Fiche technique
- Titre français : Paris Bound
- Réalisation : Edward H. Griffith
- Scénario : Horace Jackson d'après la pièce de Philip Barry
- Photographie : Norbert Brodine
- Pays de production : États-Unis
- Genre : drame
- Date de sortie : 1929

## Distribution
- Ann Harding : Mary Hutton
- Fredric March : Jim Hutton
- Carmelita Geraghty : Noel Farley
- Leslie Fenton : Richard Parrish
- George Irving : James Hutton Sr
- Charlotte Walker : Helen White
- Hallam Cooley : Peter
- Ilka Chase : Fanny Shipman
- Juliette Crosby : Nora Cope
- Rose Tapley : Julie
- Frank Reicher (non crédité)

## Récompense
- National Board of Review: Top Ten Films 1929